# Scolopsis curite
Scolopsis curite là một loài cá biển thuộc chi Scolopsis trong họ Cá lượng. Loài cá này được mô tả lần đầu tiên vào năm 1815.

## Từ nguyên
Từ định danh được Latinh hóa từ Kurite, tên thường gọi của loài này tại Visakhapatnam (Ấn Độ), theo báo cáo của Russell (1803).

## Tình trạng phân loại
Russell và cộng sự (2022) cho thấy, có ba loài cùng tồn tại dưới danh pháp Scolopsis vosmeri, bao gồm S. vosmeri thực sự cùng S. curite và Scolopsis japonica, vốn trước đây được xem là đồng nghĩa của S. vosmeri.
Cả ba loài đều có hình thái tương tự nhau và đã bị nhầm lẫn về mặt phân loại, nhưng phân tích phát sinh loài dựa vào mã vạch DNA cho thấy chúng khác nhau về mặt tiến hóa. S. vosmeri dễ phân biệt với S. curite và S. japonica bởi có một sọc trắng dọc theo bên thân, đốm đen trên hầu hết các vảy (so với đốm vàng lục ở S. curite và S. japonica), không có đốm đen rõ ràng (đôi khi có một đốm nhỏ nhưng mờ) ở gốc trên vây ngực (so với đốm đen nhỏ hình nêm có ở cả S. curite và S. japonica), cuống đuôi màu trắng (so với cuống đuôi thường là màu vàng ở S. curite và S. japonica), vây bụng và vây hậu môn có màu đỏ thẫm đến đỏ cam (so với màu vàng ở S. curite và S. japonica).
S. curite và S. japonica không thể phân biệt được nếu chỉ dựa vào màu sắc, nhưng chúng khác nhau về cấu trúc phần ngạnh ở rìa trước nắp mang. Rìa trước nắp mang ở S. curite có ngạnh cứng chắc và xù xì, trong khi S. japonica có cấu trúc răng cưa đơn giản hơn.

## Phân bố
S. japonica có phân bố rộng rãi ở Ấn Độ Dương, từ vịnh Ba Tư và Biển Đỏ dọc theo bờ biển Đông Phi về phía nam đến Nam Phi, qua phía đông đến Ấn Độ và Myanmar. Chưa có ghi nhận nào cho thấy loài này mở rộng phạm vi đến thềm Sunda.
S. japonica sinh sống trên nền đáy cát hoặc bùn gần các rạn san hô, độ sâu đến khoảng 45 m.

## Mô tả
Chiều dài cơ thể lớn nhất được ghi nhận ở S. japonica là 20 cm. Hầu hết vảy cá, ngoại trừ vảy ở vùng ngực và cuống đuôi, là có đốm màu vàng lục. Cuống đuôi màu vàng. Một sọc trắng dày từ gáy xuống nắp mang, và một vệt trắng mờ dưới hốc mắt. Rìa trên của nắp mang màu đen, rìa dưới màu cam phớt đỏ. Gốc trên vây ngực có một đốm đen nhỏ hình nêm. Các vây có màu vàng.
Số gai vây lưng: 10; Số tia vây lưng: 9; Số gai vây hậu môn: 3; Số tia vây hậu môn: 7; Số tia vây ngực: 17–20; Số gai vây bụng: 1; Số tia vây bụng: 5.